# Míchel
José Miguel González Martín del Campo (Madrid, 23 de março de 1963), mais conhecido como Míchel, é um treinador e ex-futebolista espanhol que atuava como meio-campista. Atualmente comanda o Al-Qadsiah, da Arábia Saudita.

## Carreira como jogador
Revelado nas categorias de base do Real Madrid, subiu ao time principal em 1982 e viveu seu auge na década de 1980, atuando como um meia aberto pela direita. Dentre os diversos títulos conquistados no clube merengue, os principais foram seis La Liga (Campeonatos Espanhol), duas Copas do Rei (1989 e 1993) e duas Copas da UEFA (1984–85 e 1985–86). É um dos jogadores que mais vestiu a camisa do clube, tendo atuado em mais de 500 partidas pelo Real.
Um fato inusitado é que Míchel chegou a tocar nas partes íntimas de Carlos Valderrama durante um confronto entre Real Madrid e Valladolid.

### Seleção Nacional
Com a Seleção Espanhola, disputou as Copas do Mundo FIFA de 1986 e 1990, além de outras competições.

## Carreira como treinador
Iniciou a carreira de treinador em 2005, no Rayo Vallecano. Também comandou equipes como Real Madrid Castilla (entre 2006 e 2007), Getafe (entre 2009 e 2011), Sevilla (entre 2012 e 2013), Olympiacos (entre 2013 e 2015), Olympique de Marseille (entre 2015 e 2016), Málaga (entre 2017 e 2018) e Pumas (entre 2019 e 2020).

### Retorno ao Getafe
Acertou seu retorno ao Getafe em 2021, sendo anunciado pela equipe no dia 1 de julho, mas permaneceu na equipe por apenas três meses, sendo demitido no dia 4 de outubro.

## Títulos como jogador
Real Madrid
- Copa do Rei: 1981–82, 1988–89 e 1992–93
- Copa da Liga Espanhola: 1984–85
- Copa da UEFA: 1984–85 e 1985–86
- La Liga: 1985–86, 1986–87, 1987–88, 1988–89, 1989–90 e 1994–95
- Supercopa da Espanha: 1988, 1989, 1990 e 1993
- Copa Ibero-Americana: 1994

### Prêmios individuais
- Don Balón - Melhor Jogador Espanhol da La Liga: 1985–86
- Ballon d'Or: 1987 (4º lugar)
- Chuteira de Bronze da Copa do Mundo da FIFA: 1990
- FIFA XI: 1990
- Melhor Jogador Espanhol da temporada pelo El País: 1992–93

### Artilharias
Real Madrid
- Taça dos Clubes Campeões Europeus: 1987–88 (4 gols)

## Títulos como treinador
Olympiacos
- Super Liga Grega: 2012–13, 2013–14 e 2014–15
- Copa da Grécia: 2012–13

Al-Qadsiah
- Liga Príncipe Mohammad bin Salman: 2023–24